# Ізяславська центральна районна бібліотека
Ізяславська центральна районна бібліотека — одна з найбільших бібліотек Хмельницької області.

## Історія
Історія створення бібліотеки сягає у 1926 році. В мережу бібліотеки входить 37 публічних бібліотек, з них 2 районні (для дорослих і дітей), 35 сільських бібліотек. В районі діє 2 пункти видачі літератури на виробничих ділянках, 2 бібліотеки-музеї, 10 клубів – бібліотек.

## Структура бібліотеки
Важливою складовою Ізяславської ЦРБ є організаційно-методична та бібліографічна робота. Працівники відділу надають методичну, консультативну допомогу публічним бібліотекам району, займаються підвищенням фахового рівня бібліотечних працівників : проводять семінари, методичні дні, практикуми, школи молодого бібліотекаря, творчі лабораторії, соціологічні дослідження. Вивчають та узагальнюють найкращий досвід роботи бібліотек. Очолює методично-бібліографічний відділ ЦРБ працівник з багаторічним бібліотечним стажем Хом'як Тетяна Адамівна.
Довідково-бібліографічну, інформаційну та краєзнавчу роботу бібліотеки, веде молодий енергійний фахівець Левчук Ірина Євгеніївна.
Формування книжкових фондів і обробка літератури одне з головних завдань районної бібліотеки. Саме цю ділянку роботи забезпечує молодий енергійний працівник Рига Наталія Борисівна.
Основним і пріоритетним відділом в обслуговуванні користувачів та проведені соціокультурної діяльності в бібліотеки є відділ обслуговування ЦРБ. Одним з основних завдань відділу - популяризація книг серед різних груп користувачів. Це - книжкові виставки-презентації, перегляди та огляди літератури, проведення різноманітних цікавих заходів. Книжковий фонд становить 52663 примірників. Відділ обслуговує 1500 користувачів. Основним завданням відділу обслуговування є користувачі бібліотеки - забезпечення їх книгою, необхідною інформацією. До послуг користувачів бібліотекар Остапчук Галина Темофієвна, ентузіаст бібліотечної справи з багаторічним досвідом роботи. Ось уже кілька років тут діє клуб "Надвечір'я", який об'єднує шанувальників української народної пісні, гумору, усіх хто багатий духовно і щедрий душею. 
Читальний зал районної бібліотеки є центром спілкування користувачів, місцем цікавого змістовного дозвілля, якому сприяють естетично оформлені книжкові виставки, перегляди літератури. Організатором змістовного дозвілля є фахівець бібліотечної справи, бібліотекар читального залу Луговська Тетяна Феодосіївна. Тут велика увага приділяється вивченню історичної спадщини рідного краю, відродженню історичних традицій нашого народу. З цією метою тут працює більше 5 років клуб любителів рідного краю «Краєзнавець». Тут ведеться краєзнавча картотека статей.
Як відомо, в наші дні саме молодь центральна постать в усіх галузях життя, і тільки їм будувати майбутнє держави. Юнацький відділ покликаний приділяти увагу для всебічного розвитку молодої особистості, виховання естетичних смаків, високих моральних цінностей та допомагати у виборі професії. Очолює юнацький абонемент провідний бібліотекар, ветеран бібліотечної справи Лісовик Тетяна Адамівна. Любителів і шанувальників поетичного слова тут збирає літературний клуб "Первоцвіт", який існує більше 20 років.
Одним з актуальних напрямків в роботі бібліотеки є краєзнавча діяльність, яка стає більш системною, пошуковою, має значно глибший і цілеспрямований характер. Тут формується фонд краєзнавчої літератури, збирається неопублікований матеріал, рукописи про край, відтворюються обряди, звичаї, та традиції Ізяславщини. 
Експонати музею - предмети народного вжитку Ізяслава та краю : глиняний посуд, ткацькі вироби, вироби з лози, старовинний одяг оздоблений національною ручною вишивкою, та предмети щоденного родинного вжитку. Збір та поповнення експонатів, сучасне естетичне оформлення музею велика заслуга художника бібліотеки Лисюк Юлії Володимирівни, яка, до речі, естетично зі смаком оформляє інтер'єри та книжкові виставки районної та сільських бібліотек. 

### Інформація про кількість працівників бібліотек району
Всього в районі працює 52 бібліотечні працівники, з них 96.4% фахівці. В районній бібліотеці працює 15 працівників – 100% фахівці. Протягом року охоплено читачів по району 20447 чол., по селу 14999 чол. Книговидача становить 392983 екземпляри, по селу 284881 екземплярів. Книжковий фонд нараховує.
Протягом 2013 року бібліотеки району надійшло літератури та періодичних видань 5881 екземпляр на 135116 грн. По державній Програмі «Українська книга» фонд бібліотек району поповнився на 25157 грн.. 19 сільських рад виділили кошти на придбання літератури майже на 50 тис. грн. Найбільше виділила Плужненська с/р – 5,0 грн., Борисівська – 2,8 грн., Дертківська, Ліщанська – 3,0 грн., М’якітська – 2,4 грн., Сошненська – 2,0 грн., Поліська – 3880 грн.. Передплачено також періодичних видань на 35,5 тис. грн.

## Клуби за інтересами
Всього в районні діє 31 клубів і літературних об’єднань за інтересами, з них 5 в районній бібліотеці. Це: «Надвечір’я», «Первоцвіт», «У сузір’ї права», «Краєзнавець», «Оберіг». В сільських бібліотеках «Берегиня» с.Завадинці, «Надвечір’я» с.Двірець, Більчин, Завадинці, «Борисівчанка» с.Борисів, «Роксолана» с.Михля, «Калинонька» с.Сахнівці, «Оберіг» с.Клубівка, «Рукоділля» с.Ріпки, «Патріот» с. Білогородка, «Подружка» с.Кунів, Лютарка та інші. 
Члени клубів «Борисівчанка», «Калинонька», «Оберіг», «Надвечір’я» - це молодь та люди поважного віку, в основному тут вивчають, зберігають та примножують культуру та побут і звичаї подільського села. Спільного з клубними працівниками проводять Андріївські вечорниці, свято Зеленої неділі, Миколая, Меланії. Члени клубу «Борисівчанка» проводять подільське весілля, використовуючи старовинні народні пісні, обрядовість.  На свято Масляної був конкурс старовинних пісних страв (житні пироги з буряком та тереном, затируха, паруха, терняк, слив’янка та інші. Своїми спогадами поділилась 80-річна жителька Пінчук М.Н. про те як раніше святкували Масляну на Поділлі.
Велика робота проводиться в бібліотеках краєзнавчої тематики. Тут зібрані матеріали про знаменитих людей Ізяславщини, теки з історії сіл Ізяславщини, проводяться зустрічі з найкращими людьми району, ветеранами війни праці. Велика увага приділяється національним меншинам Ізяслава. Співпраця бібліотеки  і польської громади уже кілька років дає гарні результати спільної роботи. В клубі: «Надвечір’я» , який діє на базі бібліотеки, відбулося засідання членів районного польського товариства доброчинного «Полонія».

## Програма "Бібліоміст"
В 2012 році працівники бібліотеки брали участь у конкурсі програми «Бібліоміст» і отримали від міжнародного фонду 15 комп’ютерів, принтери, сканери. В районній бібліотеці та бібліотеках сіл  Радошівка, Клубівка і Плужне створено безкоштовні центри вільного доступу громадян до мережі Інтернет. В районній бібліотеці працює пункт вільного доступу громадян до мережі Інтернет розташований в окремій кімнаті, має 6 робочих місць. Створено сайт бібліотеки та сторінку у соціальних мережах facebook. Користувачі мають можливість одержувати необхідну інформацію з будь-якого питання, використовуючи пошукові системи, роздрукувати та відсканувати необхідну інформацію, зробити запис на електронний носій, поспілкуватися за допомогою skype-телефонії, стати учасником інформаційних оновлених бібліотечних заходів. Полюбляють ходити в пункт вільного доступу до мережі Інтернет в бібліотеці соціально незахищені та безробітні жителі міста. З ними проведено тренінги на теми: «Як користуватись ПК», «Професії, потрібні нашому місту». Інтернет-екскурсія по сторінках сайтів для соціально незахищених жителів міста. Налагодження зв’язку гарячої лінії центрів психологічної допомоги пов’язаної з насильством в сім’ї. Доступ до інформації про послуги Інтернет-магазинів, фармацевтичних компаній.

## Відомі люди— гості бібліотеки
Довгий час в Ізяславі  проживав єврей  Арон Баренбойм [Архівовано 17 березня 2016 у Wayback Machine.], який зараз проживає в Німеччині, але зв’язки з Батьківщиною підтримує, він пише поезію на українській, єврейській мові, які регулярно надсилає до бібліотеки. В краєзнавчому відділі влаштована книжкова виставка: «Пам'ять рідного краю ніколи не стирається».